# Macrones debilis
Macrones debilis là một loài bọ cánh cứng trong họ Cerambycidae.